# Митрополство Црногорско
Митрополство Црногорско је била   држава Српске православне цркве која је постојала од 1516. до 1852.године. Обухвата период у историји Црне Горе од пре избора владике Данила Петровића-Његоша (пре 1697. године), до успостављања световне власти и стварања Књажевине Црне Горе (1852. године). Од краја 17. века, Црном Гором су управљале српске православне владике из куће Петровића-Његоша, који су имали положај духовних и народних поглавара.
Кључни допринос изградњи Црне Горе као српског политичког ентитета у раздобљу од почетка 16. века  до средине 19. века дала је Митрополија црногорско-приморска, која је представљала стожер окупљања духовних и народних првака. Захваљујући великом угледу у народу, цетињски митрополити су током овог раздобља успели да окупе често разједињене и међусобно завађене племенске главаре и поставе темеље за изградњу средишње земаљске управе у Црној Гори. Такав облик политичке власти, у коме се на челу земаљске управе налази свештено лице, означава се као хијерократија. У том смислу, владика Данило I (1697—1735.) се понекад потписивао и као „војвода српске земље”. Након што су првобитној Црној Гори 1796. године придружена и Брда, име државе је преименовано у Црна Гора и Брда.

## Историја
Током Млетачко-турског рата (1684—1699.), Срби у Црној Гори су на челу са својим владикама и другим народним старешинама пристали уз Млетачку републику, укључивши се у ратне операције против Османског царства. Иако је турска војска 1692. године похарала Цетиње, црногорска племена су у заједничкој борби против непријатеља успела да очувају значајан степен унутрашње самоуправе, како у односу на турску власт, тако и у односу на непоуздане млетачке савезнике.

### Стара Црна Гора (1697—1796.)
Године 1697. за владику је изабран Данило I Петровић Његош који је захваљујући својим личним способностима успео да обједини црногорска племена и постави темеље за развој средишње земаљске управе. Након окончања рата (1699. године) и добијања архијерејске хиротоније од стране српског патријарха Арсенија III, владика Данило је приступио обнови Цетињског манастира. Његовим потоњим путовањем у Русију, код цара Петра Великог, постављен је темељ за развој политичких односа између црногорских Срба и Руса, односно између Црне Горе и Русије. У савезу са Русијом, владика Данило је обновио борбу против Турака у циљу ослобођења српских земља.
Владику Данила је 1735. године наследио синовац Сава Петровић Његош, који је од 1750. до 1766. године владао је упоредно са својим синовцем Василијем Петровићем. Владика Василије је архијерејску хиротонију примио од српског патријарха Атанасија II и за време своје владавине неколико пута је одлазио у Русију, где се пред руским властима залагао за ослобођење Црне Горе и осталих српских земаља. У Русији је такође штампао и прву историју Црне Горе. У његово време појављује се самозванац Шћепан Мали. Представљајући се као руски цар Петар III Фјодорович, Шћепан себе прозива господарем Црне Горе. Он успева да уједини и поједина суседна племена са Црном Гором. Због његове појаве, Турци су напали Црну Гору, а на њега је извршен атентат 1773. године.
После смрти Саве Петровића (1781. године), управу преузима владика Арсеније Пламенац. За време његове краткотрајне управе Црна Гора је ослабила, а племена су опет почела да се владају независно. После његове смрти (1784. године) на власт долази Петар I Петровић Његош, који је архијерејску хиротонију примио од карловачког митрополита Мојсија Путника. Он је 1785. године био у посети Русији, где се супротставио настојањима руских државних власти да се Цетињска епархија подвргне руској црквеној јурисдикцији..
За време његовог одсуства Махмуд-паша Бушатлија је напао Црну Гору и запалио Цетињски манастир. Вративши се у отаџбину, владика Петар је припремио Црну Гору за учешће у рату који је избио 1787. године између Турске царевине на једној и аустријско-руског савеза на другој страни. Упркос званичном окончању рата (1791–1792.), непријатељства на црногорско-турској граници су настављена што је довело до чвршће сарадње између (старе) Црне Горе и Брда.

### Црна Гора и Брда (1796—1852.)
Током 1796. године, три историјска догађаја су означила прекретницу у даљем развоју државности. У јулском боју на Мартинићима, здружене снаге (старе) Црне Горе и Брда поразиле су турску војску, након чега је склопљена Стега црногорска и брдска, чиме је означен почетак политичког обједињавања две области. Потом је у октобру дошло до жестоке битке на Крусима, где су здружене снаге (старе) Црне Горе и Брда до ногу је потукле знатно већу Турску војску предвођену Махмуд-пашом Бушталијом. Сам паша је ту био заробљен, а његова глава одсјечена и однесена у Цетињски манастир. Даља изградња црногорско-брдске државности настављена је током 1798. године, када је донет Законик општи црногорски и брдски, а такође је установљено и Правитељство суда црногорског и брдског.
У јесен 1803. године, због преговора са Француском царевином, дошло је до неспоразума у односима са Царевином Русијом, која је позвала владику Петра да се појави пред Руским синодом, уз претњу да ће у случају неодазивања бити свргнут, а народ позван да изабере новог владику, који би ради хиротоније дошао у Русију. То је наишло на одбијање народних првака, који су средином 1804. године стали у одбрану владике Петра. У свом одговору, владика Петар је заједно са народним главарима побио све оптужбе, одбацивши било какву надлежност Руског синода над Црном Гором и српским земљама у целини. Тим поводом, Црногорци су подсетили руску владу да је српски народ имао своју Пећку патријаршију која је укинута силом, након чега је преостали део српске јерархије наставио да се залаже за њену обнову. Такође су пребацили Руском синоду да би већа корист била ако би се руска страна заложила за побољшање положаја српских епархија под турском влашћу, које су се налазиле у рукама грчке јерархије. Оваквим одговором, који је уважен од руске стране, отклоњена је опасност од отвореног сукоба са Руским синодом, након чега су спорна питања разјашњена, а руски цар је 1806. године владици Петру на поклон послао и белу митрополитску камилавку, у знак признања за заслуге у борби против заједничких непријатеља.
Управо у то време, Француска царевина је након Пожунског мира (1806. године) покушала да преузме дотадашњу аустријску Боку, али то није желела да допусти Царевина Русија, која је уз помоћ Црне Горе успела да накратко осујети француске намере. Недуго потом, према одредбама Тилзитског мира (1807. године ), Русија је признала француска права у Боки, након чега је дошло до успостављања француске власти у тој области. Након низа француских пораза на европским ратиштима током 1813. године, на подручју Боке и Црне Горе ојачао је покрет за ослобођење и уједињење. Тада је образована и заједничка земаљска управа, која је 29. октобра 1813. године прогласила уједињење Црне Горе и Боке, а на челу новоформиране Централне комисије био је владика Петар. Иако је тиме постављена основа за стварање јединствене црногорско-бокељске државе, до тога ипак није дошло пошто су велике силе 1814. године потврдиле права Аустријске царевине, која је потом обновила своју власт у Боки.

### Раздвајање црквене и свјетовне власти
После смрти Петра I Петровић Његоша на власт долази његов синовац Петар II Петровић Његош, који је наставио рад на унутрашњој изградњи државне управе. У његово време заокружен је процес обједињавања Црне Горе и Брда. После његове смрти на власти долази Данило Петровић, кога Црногорски сенат проглашава за књаза Црне Горе. Тиме се раздваја световна и црквена власт у Црној Гори и настаје нова држава Књажевина Црна Гора.

## Владари из династије Петровић-Његош
Списак владара Црне Горе, 1697—1852:
- Данило I Петровић Његош (1697—1735.), владика
- Сава Петровић Његош (1735—1781.), владика
  - Василије Петровић Његош (1750—1766.), владика
  - Шћепан Мали (1767—1773.), самозвани цар
- Арсеније Пламенац (1781—1784.), владика
- Петар I Петровић Његош (1784—1830.), владика
- Петар II Петровић Његош (1830—1851.), владика
- Перо Петровић Његош (1851—1852.), регент

## Административна подјела
По часопису Грлицa из 1835. Црна Гора је тада била раздељена на 8 окружја, од које четири Нахије, а друга четири Брда зову се. Нахије су следеће:
- Катунска Нахија, са девет племена (Кнежина): Цетиње, Његуши, Ћеклићи, Бјелице, Цуце, Озринићи, Комани, Загарач, и Пјешивци.
- Ријечка Нахија, са пет племенима: Грађани, Љуботин, Цеклин, Добрско-Село, и Косјери.
- Љешанска Нахија, са племенима: Дражовина, Градац, и Бурон.
- Црмничка Нахија, са племенима: Бољевићи, Лимљани, Глухи-до, Брчеле, Дупило, Сотонићи, и Подгор.

А Брда ово су:
- Бјелопавлићи, са племенима: Петрушиновићи, Павковићи, и Вражегрмци.
- Пипери, са племенима: Црнци, Стијена, и Ћурковић.
- Морача, са племенима: Доња-Морача, Горња-Морача, и Ровци.
- Кучи, који су тек 1831. године к осталој Црној Гори прибављени, са племенима: Дрекаловићи, Братоножићи, Васојевићи, Орахово, и Затребач. У овом последњом све сами римокатолици Албанезкога језика живе.[18]